# Hans Lenk
Hans Lenk (n. 23 martie 1935, Berlin, Germania Nazistă – d. 30 iulie 2024, Karlsruhe, Germania) a fost un filozof german, medaliat olimpic. A participat la o ediție a Jocurilor Olimpice (1960) în care a câștigat o medalie de aur.

## Participări
Lista de mai jos prezintă principalele competiții la care a participat Hans Lenk de-a lungul carierei.
- Canottaggio ai Giochi della XVII Olimpiade - Otto maschile[*][11]